# Kibali
Kibali är en flod i Kongo-Kinshasa, som tillsammans med Dungu bildar Uele. Den rinner genom  provinserna Ituri och Haut-Uele, i den nordöstra delen av landet, 1 700 km nordost om huvudstaden Kinshasa.